# Кус (Єгипет)
Кус (араб. قوص) — місто в центральній частині Єгипту, розташоване на території мухафази Кена.

## Історія
В давнину місто Геза (на місці якого нині розташовується Кус) був частиною п'ятого септу (нома) Верхнього Єгипту, який іменувався греками Коптським номом. В епоху античності місто було відоме як Аполлонопіль Парва або Аполлонопіль Малий. 

Місто грало важливу роль на ранньому етапі історії Стародавнього Єгипту. Ймовірно він був відправним пунктом для експедицій в каменоломні Ваді-Хаммамат і на Червоне море. До теперішнього часу збереглися два пілони, що представляють собою руїни храму Хароеріса і Хекет, зведеного в період правління династії Птолемеїв.

## Географія
Місто знаходиться в західній частині мухафази, на правому березі Ніла, на відстані приблизно (?) кілометрів північно-західніше від Кени, адміністративного центру провінції. Абсолютна висота — 77 метрів над рівнем моря.

## Демографія
За даними перепису 2006 року чисельність населення Куса становила 60 068 осіб.
Динаміка чисельності населення міста по роках:
| 1986   | 1996   | 2006   |
| ------ | ------ | ------ |
| 42 617 | 49 054 | 60 068 |

## Транспорт
Найближчий аеропорт розташований в місті Луксор.